# Хершброх
Хершброх (нем. Herschbroich) — община в Германии, в земле Рейнланд-Пфальц. 
Входит в состав района Арвайлер. Подчиняется управлению Аденау.  Население составляет 308 человек (на 31 декабря 2010 года). Занимает площадь 7,27 км².
Впервые упоминается в 1202 году.
За последние 200 лет численность жителей практически не изменилась: 1815 год – 260 человек, 2023 год – 265.